# Virginia Hill
Virginia Hill, nata Onie Virginia Hill (Lipscomb, 26 agosto 1916 – Koppl, 24 marzo 1966), è stata una mafiosa statunitense e figura di spicco della criminalità americana. Svolse l'attività di corriere per la Chicago Outfit nella prima metà degli anni '30 e fu la compagna del criminale Bugsy Siegel.

## Biografia

### I primi anni
Nata come Onie Virginia Hill il 26 agosto 1916 a Lipscomb, in Alabama, si trasferì a Marietta, in Georgia, all'età di otto anni insieme alla madre e ai fratelli, dopo la separazione dei genitori. Frequentò la Roberts Grammar School, dove completò l’ottavo anno di scuola, per poi abbandonare gli studi. Nel novembre del 1931, a soli 15 anni, sposò George Randell, che ne aveva 16.

### Attività criminale
Nel 1933, lasciò la Georgia e si trasferì a Chicago con suo marito George, nella speranza di entrare nell’industria della pornografia. Una volta arrivata in città, si separò da Randell e divorziò da lui l’anno seguente. A Chicago trovò lavoro come cameriera presso il padiglione San Carlo Italian Village, gestito dalla malavita, durante la Century of Progress, l’Esposizione Universale del 1933. Per arrotondare, iniziò anche a prostituirsi. Fu notata da Joseph Epstein, un ricco scommettitore e bookmaker, che si dice sia diventato il suo consulente finanziario e forse anche il suo amante — anche se Epstein era notoriamente considerato omosessuale.
In poco tempo, la Hill entrò a far parte dell’organizzazione criminale denominata Chicago Outfit. Oltre a essere, secondo le voci, l’amante di vari membri della mafia locale, svolgeva anche il ruolo di corriere, facendo da tramite per i messaggi tra i mafiosi. Un commentatore dell’epoca la descrisse così:
"...non era solo un bel corpo. Aveva una memoria formidabile, un talento naturale per la diplomazia discreta — utile a tranquillizzare i killer sempre pronti a sparare — e una doppia personalità: riservata su ciò che contava davvero, ma capace di chiacchierare liberamente, e apparentemente a vanvera, su ciò che non contava affatto."
Anche le forze dell’ordine finirono per considerarla una sorta di "centro di smistamento" dell’informazione interna alla criminalità organizzata, con una propria base di potere autonoma all’interno della mafia. Nel tempo, Virginia Hill si legò a Charles Fischetti, cugino e guardaspalle di Al Capone. Fu proprio Fischetti a inviarla a New York per sorvegliare Joe Adonis, uno dei capi della famiglia Luciano — missione che Hill portò avanti diventando la sua amante. In quel periodo, raccontava in giro di essere una nobildonna del Sud, passata attraverso quattro ricchi mariti, tutti morti o divorziati, da cui aveva ereditato un milione di dollari ciascuno. Ma i veri membri dell’alta società capivano subito che era una messinscena. Frequentava i locali di Broadway circondata da gigolò latini e parassiti vari, e spesso era lei a pagare per tutti. Durante il suo soggiorno a New York, incontrò anche Benjamin "Bugsy" Siegel, un altro affiliato della famiglia Luciano. Quella stessa notte finirono insieme in un hotel. Più tardi, entrambi si trasferirono a Hollywood e iniziarono una relazione appassionata. All'epoca circolarono voci secondo cui i due si sarebbero sposati in segreto in Messico dopo il divorzio di Siegel dalla moglie Esta nel 1946, ma non esistono prove concrete al riguardo.
Quattro giorni prima dell’assassinio di Siegel, avvenuto nel giugno del 1947 nella casa che lui aveva preso in affitto per lei in California, Virginia Hill volò improvvisamente a Parigi. Questo fece nascere il sospetto che fosse stata avvertita dell’imminente omicidio. Nel 1950, Hill si sposò con Hans Hauser, un ex sciatore austriaco e direttore della scuola di sci di Sun Valley, in Idaho. Nello stesso anno nacque il loro unico figlio, Peter Hauser (1950–1994). Nel 1951, fu chiamata a testimoniare davanti alla Commissione Kefauver sulle attività della criminalità organizzata. Negò ogni coinvolgimento, nonostante Time Magazine l’avesse definita, in un articolo del marzo di quell’anno, “la regina delle amanti dei gangster”. Dopo essere stata incriminata per evasione fiscale nel 1954, lasciò gli Stati Uniti e si trasferì in Europa, dove visse con suo figlio per il resto della vita.

### Morte
Virginia Hill morì suicida il 24 marzo 1966 a Koppl, vicino a Salisburgo, in Austria, all’età di 49 anni, a causa di un’overdose di sonniferi. È sepolta nel cimitero di Aigen, a Salisburgo.
Secondo la biografia Bugsy’s Baby: The Secret Life of Mob Queen Virginia Hill di Andy Edmonds, la sua morte sollevò diversi sospetti, nonostante fosse ufficialmente considerata un suicidio. I media austriaci, ben informati sulla sua passata relazione con Bugsy Siegel, ipotizzarono che avesse tentato di ottenere denaro minacciando di rivelare informazioni riservate sulla mafia italo-americana.

## Il Flamingo
Contrariamente alla leggenda metropolitana, Siegel non diede il nome "Flamingo" al famoso resort di Las Vegas in onore di Virginia Hill. In realtà, secondo le memorie del boss Lucky Luciano, Siegel aveva avuto una partecipazione nell’ippodromo di Hialeah, in Florida, famoso per i fenicotteri che lo abitavano, che considerava un portafortuna. Il nome “Flamingo” infatti fu scelto fin dall'inizio dal finanziatore originale del progetto, Billy Wilkerson.

## Nella cultura popolare
La sua storia ha ispirato diversi adattamenti cinematografici e televisivi: nel 1974 fu al centro del film per la TV La storia di Virginia Hill diretto da Joel Schumacher, dove venne interpretata da Dyan Cannon; nel 1991 fu Annette Bening a vestirne i panni nel film Bugsy, in cui veniva raccontata la sua relazione con Siegel, interpretato da Warren Beatty. Inoltre, fu fonte d’ispirazione, seppur in modo indiretto, per il personaggio interpretato da Joan Crawford nel film noir del 1950 I Dannati non piangono.